# BMW New Class Coupe
BMW New Class Coupe kodnog imena E115 je veliki coupe koji je naslijedio 3200 CS model. Prodavao se pod 2000C i 2000CS imenima a proizvodio ga je Karmann. 2000C je imao jedan karburator a 2000CS dva. Oba modela su serijski imali ručni mjenjač s 4 brzine a 2000C je opcionalno imao automatski s 3 brzine. 11720 automobila je proizvedeno.

## Kontroverzan dizajn
Baš kao što je BMW serije 7 2001. godine šokirao svojim dizajnom, 36 godina prije isto je učinio i 2000C/CS model. Premda se dizajn oslanjao na 3200CS i New Class limuzine dizajn prednjeg dijela je nov. Sprijeda su dominirali kromirani dupli bubrezi i svjetla u masci dok je ostatak obojena karoserija s nizom vertikalnih utora iza branika (čiji je cilj usmjeravati zrak za hlađenje motora i usisa motora) bez ikakvih plastika kao u ostalih BMW modela. Reakcije na dizajn su bile mješovite, dok su jedni govorili da je prednji kraj tup drugi su govorili da je bolje dizajniran od BMW 3200 CS modela.